# Csurka Zoltán
Csurka Zoltán (Szentes, 1984. augusztus 11. –) magyar labdarúgó. Beceneve: Csuri. Mezszáma rendszerint: 13.

## Pályafutása
Pályáját a Szentes és a Grund FC csapataiban kezdte. A labdarúgó a Ferencvárosi TC felnőttcsapatában 2005 tavaszán mutatkozott be, mint ballábas védő. 2005 őszétől rendszeres kerettag volt. 2006 első félévében kölcsönjátékosként Felcsútra került. Megfordult az Újpest FC labdarúgói között is, jelenleg az SZTK játékosa. Edzőként a Szigetszentmiklósi Torna Klub utánpótláscsapatában látja el feladatát.